# حقل غريان البركاني
حقل غريان البركاني هو حقل بركاني في شمال غرب ليبيا، بالقرب من مدن بني وليد وغريان ومزدة وترهونة.
غريان هي واحدة من بين العديد من الحقول البركانية داخل الصفيحة في إفريقيا، والتي تشمل الهروج وجبال الهقارة وجبل مرة وجبال تبيستي. وهي مرتبطة إما بقباب قشرية أو صدوع ويبدو أنها نتيجة لعمليات الغلاف الصخري - الوشاح مثل أعمدة الوشاح. قد يكون الهروج و واو الناموس في ليبيا نشطين.
غطى الحقل مساحة تبلغ حوالي 3000 كيلومتر مربع (1200 ميل مربع) مع قباب الحمم البركانية وتدفقات الحمم البركانية والمخاريط البركانية مثل براكين الدرع رأس الموهور ورأس تيبرا. كما أن المجسمات المكشوفة شائعة أيضًا في بعض أجزاء الحقل، مثل كاف الخلف، وكاف التيكوت، وكاف منتروس، وكاف التوم، ورأس توينت ربيب. يبدو أن موقع هذه الفتحات يتم التحكم فيه من خلال الكسور التكتونية والكسور المجاورة. تطور الحقل البركاني على قبو مكون من الحجر الجيري من حقبة الحياة الوسطى.
ثار الحقل الباسانيت والفونوليت بحجم إجمالي يبلغ حوالي 350 كيلومتر مكعب (84 متر مكعب)، الصخور البركانية الإضافية هي الأنديزيت البازلتي والهاواييت والتيفريت. تتراوح الصخور البازلتية من البازلت القلوي إلى الثولايت.
لقد نتج عن تأريخ البوتاسيوم والأرجون عمر ما بين 12 إلى 1 مليون سنة للحقل؛ بدأ النشاط في العصر الأيوسيني مع الهضبة البازلتية واستمر في أواخر العصر الأيوسيني ولاحقًا مع قباب الحمم البركانية والبراكين الفردية. تم تقسيم النشاط البركاني إلى عدة دورات منفصلة.